# Strahinjšćica
Strahinjčica är ett berg i regionen Hrvatsko zagorje i norra Kroatien. Berget sluttar ned mot bergsstaden Krapina och sträcker sig mot nordost och sänker sig i en bördig dalgång kring floden Krapina. Vid dalgångens östra sida reser sig berget Ivančica mot staden Ivanec. Strahinjčica utgör delvis länsgränsen mellan Krapina-Zagorjes län och Varaždins län.